# Phương pháp trạng thái giới hạn
Phương pháp trạng thái giới hạn là phương pháp tính toán trong đó trạng thái giới hạn là trạng thái mà từ đó trở đi kết cấu không thể thỏa mãn yêu cầu mà đề ra cho nó.
Kết cấu bê tông cốt thép được tính toán theo hai nhóm

## Trạng thái giới hạn thứ nhất
Là trạng thái giới hạn về độ bền (độ an toàn). Tính toán theo phương pháp này đảm bảo cho kết cấu không bị phá hoại, không bị mất ổn định, không bị hỏng vì mỏi với kết cấu chịu tải trọng rung động, lặp, hoặc chịu tác dụng đồng thời các yếu tố về lực và ảnh hưởng bất lợi của môi trường. Tính toán theo điểu kiện

## Trạng thái giới hạn thứ hai
Là trạng thái giới hạn về điều kiện sử dụng bình thường, tính toán theo điều kiện này đảm bảo cho kết cấu không có những khe nứt và những biến dạng quá mức cho phép. Tính toán theo điều kiện acrc<=agh.
f<=fgh
trong đó, acrc, f là bề rộng khe nứt và [[biến dạng[[ của kết cấu do tải trọng tiêu chuẩn gây ra; agh, fgh là giới hạn cho phép của bề rộng khe nứt và của biến dạng để đảm bảo làm việc bình thường. Thông thường agh = 0,05 đến 0,4 mm.
fgh = 1/200 đến 1/600 nhịp dầm